# ArtRage
ArtRage（アートレイジ）は、Ambient Design Ltd.によって製作されているデジタル絵画のためのペイントソフト系グラフィックスエディタである。

## 概要

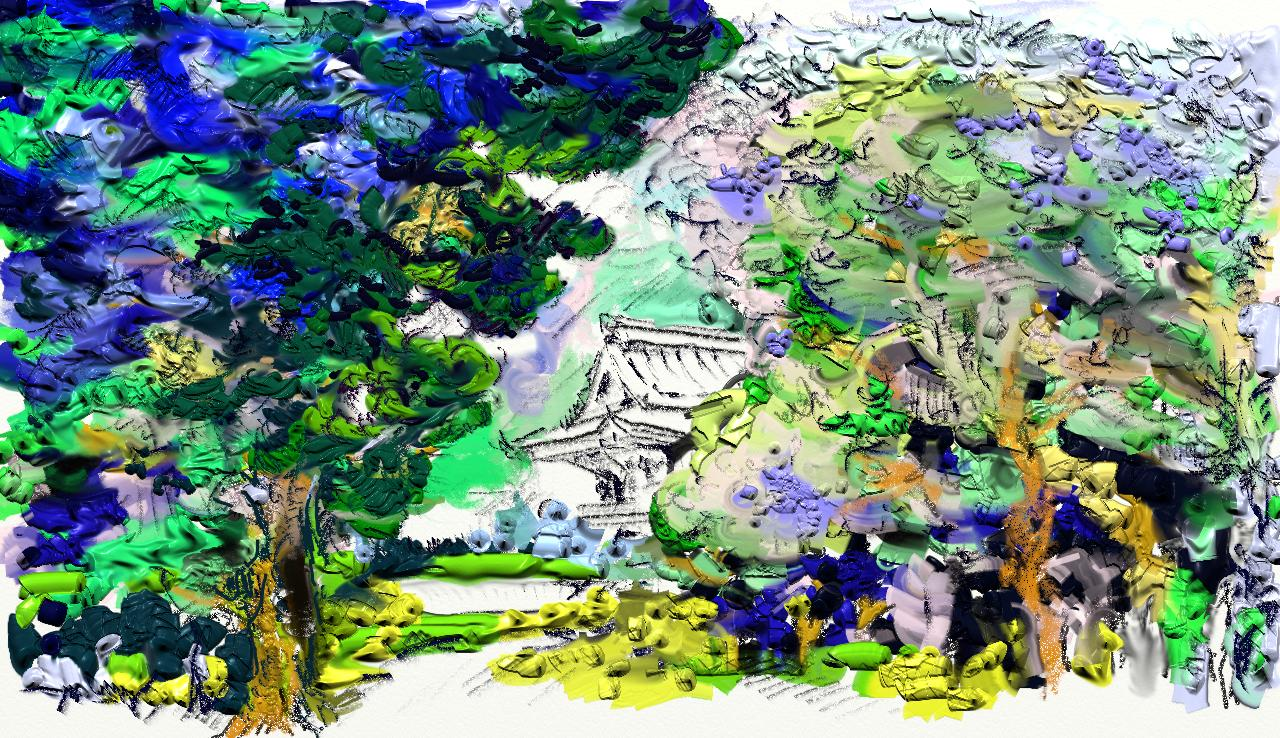
ArtRageで描いた油絵風の作品例

Artrageとはマウスやタブレットを使用し、油絵具、エアーブラシ、鉛筆、アクリル絵具、水彩など、実在する画材をデジタルでシミュレートできるソフトであり、Corel Painterの様にテクスチャの上に描くことが可能で、たとえば異なった種類のキャンバス上で擦ってぼかしたり、色を混ぜたりすることが可能である。
画材としての操作性を重視している。一例として、一般的な画像編集ソフトウェアで言うマスク機能はないが、代わりにステンシル機能として、型紙を作成し利用する方法が採用されており、マスク機能にあたる機能を提供する。多数のアルファチャンネルを駆使するような用途を意図した機能ではないが、その分直感的な操作性を実現している。

## バージョン遍歴
バージョン2.5、バージョン3はイーフロンティアから発売されたが、その後取り扱いを終了。バージョン5はソースネクストが販売を行っている（※2020年9月現在、最新のバージョンVitaeはMicrosoft Storeのみでの購入可。公式サイト内からリンクあり）。
ArtRage 2
ArtRage 2.5
無料のバージョンと、付加機能を持っている販売用のバージョンがある。
ArtRage3 Studio / ArtRage3 Studio Pro
2010/07/30発売。有料ソフトへと移行し、無料バージョンは提供されなかった。
ArtRage 4
2013/02/13発売。
ArtRage 4.5
2014/08/11発売。
ArtRage 5
2017/03/08発売。日本ではソースネクストが販売を行っている。新機能として「カスタムブラシデザイナー」「パースペクティブ」「ガイド」「鉛筆ツール」が搭載され、画像編集エフェクトとして「ハイライト、ドロップシャドウ、エンボス、液化エフェクト」をレイヤーに追加できるようになった。
ArtRage 6
2019年発売。
ArtRage Vitae（ArtRage 7に相当）
2021年発売。

## 無料体験版
ArtRageのWindows版は公式サイトのデモページより体験版のダウンロード可能。ファイルの保存とエクスポートはできないものの、すべての機能を無期限で利用できる。iOS版ならびにAndroid版は購入販売のみとなっている。

## ファイルタイプとエクスポート
普段は独自の形式である".ptg"で保存を行う。その他PNG、JPEG、Adobe PhotoshopのPSD形式にも書き出しが可能である。

## バンドル
XP-PENと呼ばれるタブレットのバンドルソフトとして、ArtRageの選択が可能（※過去のバンドル情報）。
ワコム社のペンタブレットのバンドルソフトとして、ArtRage Liteの選択が可能。
Ink Artと呼ばれるArtRageのタブレットPC向けの版がマイクロソフトのExperience Pack for Tablet PCに同梱されている。

## リピーターへのバージョンアップ割引特典
ArtRage LiteからArtRage、ArtRage 5からArtRage 6など。バージョンアップする際は、公式サイトの会員ページにてシリアルキーを登録すると50％割引購入の対象となる。
この割引特典は、ArtRage公式サイト以外にシリアルキーが発行される購入形態であればすべて対象となる。バンドル版もその範囲に含まれる。
上記割引特典でバージョンアップした場合、旧バージョンのシリアルも残る。新・旧両ソフトの併用利用が可能。

## 割引セール情報
クリスマス、ハロウィンなど海外イベントに合わせて年数回の割引セールがある。セール中は公式サイトトップページに告知が出る。